# Adolfo Gil y Morte
Adolfo Gil y Morte (Soneixa, 30 de juliol de 1860 - València, 7 de gener de 1929) fou un metge i polític valencià. Va exercir diversos càrrecs en el plànol acadèmic i polític, fomentant la cultura i la recerca a València.

## Biografia
El 1880 es llicencià en medicina i ciències a la Universitat de València. Es va doctorar en medicina en 1881. En 1882 va obtenir la plaça de professor clínic de la Facultat de Medicina d'aquesta universitat, i va aconseguir la càtedra de fisiologia en 1889. Es va dedicar a l'estudi de les malalties intratoràciques, entre elles la tuberculosi.
Va ser president del Col·legi de Metges de València entre 1898 i 1904, i de la Reial Acadèmia de Medicina de València entre 1915 i 1916. L'1 de juny de 1912, en crear-se a València el primer dispensari antituberculós del País Valencià, en va ser nomenat director. Durant la Primera Guerra Mundial va pertànyer al Comitè Permanent Internacional d'Assegurances Socials.
En presidir la primera gestió de l'Institut Mèdic Valencià entre 1898 i 1904, va tenir la tasca d'assegurar les bases per a una institució que s'enfoqués al creixement de la recerca científica en pro del País Valencià. La seva gestió va deixar com a herència l'estructuració de la institució i la fixació d'objectius clars i normes de funcionament.
En política milità en el Partit Republicà Centralista de Nicolás Salmerón, del que en fou cap fins que ingressà a Unió Republicana, proper al moderat El Mercantil Valenciano. El 1892 fou escollit membre de la Diputació de València pel districte de Xiva de Bunyol - Carlet. Posteriorment va ser membre del Congrés dels Diputats, a les eleccions generals espanyoles de 1903, per la circumscripció de Sueca, i les eleccions generals espanyoles de 1907, per la de València (aquest cop dins el PURA). Va renunciar a l'escó el 16 de juny de 1908 i va ser substituït per Fèlix Azzati i Descalci. En 1908, arran de l'escissió del moviment republicà entre blasquistes i salmeronians es va adherir al Partido Reformista de Melquíades Álvarez, obtenint novament escó de diputat a les eleccions generals espanyoles de 1918, una altra vegada per Sueca.

## Distincions
Gil y Morte, a més d'haver exercit diversos càrrecs polítics i d'adreça en diferents camps, va ser guardonat en 1920 en ser nomenat per l'ajuntament com a Fill Predilecte de València.
D'altra banda, en el seu honor, l'Ajuntament de València té registrada una fundació sense finalitat de lucre amb el nom Gil y Morte, que té per objectiu fonamental el foment de la recerca científica i l'arrelament cultural a València. Això no obstant, en 2011 s'obrí un període d'informació prèvia en relació amb l'inici del procediment de regularització o d'extinció de la Fundació Adolfo Gil y Morte.

## Obres
- Vías de penetración del agua en el organismo (1888)
- Fisiología humana (Valencia, 1899)
- Tratado de fisología humana y fisología comparada (1902 i 1903)